# Artritis
Artrítis (iz grščine arthro- – sklep + -itis – končnica, ki označuje vnetje) pomeni vnetje enega ali več sklepov. Zajema okoli 200 različnih revmatičnih bolezni in stanj, ki prizadenejo sklepe in okolna ter druga vezivna tkiva. Med pogostejšimi oblikami artritisa so osteoartritis, putika, fibromialgija in revmatoidni artritis. Vzroki so lahko okužba, motnje presnove, genetski dejavniki, neustrezen odziv imunskega sistema ali poškodbe.

## Simptomi in znaki
Simptomi in znak bolezni|znaki bolezni so odvisni od vrste artritisa. Pojavljajo se lahko bolečine v sklepih, otrdelost, omejena gibljivost, vnetje v predelu enega ali več sklepov, rdečina in občutek toplote v predelu prizadetega sklepa, splošna oslabelost ...

## Vrste artritisov
Poznamo med 100 in 200 vrst artritisa, na primer:
- ankilozirajoči artritis – kronično vnetje, ki omejuje gibljivost sklepa zaradi kronične vezivne spremembe sklepne kapsule[1]
- juvenilni idiopatični artritis – kronični artritis otrok, ki se začne pred šestnajstim letom
- osteoartritis – najpogostejša oblika artritisa, ki prizadene hrustanec zlasti v sklepih rok, hrbtenice, kolen in kolka[5]
- psoriazni artritis – artritis pri bolnikih z luskavico, ki prizadene zlasti končne interfalangealne sklepe[1]
- reaktivni artritis – vnetje sklepov in drugih tkiv (oči, sečnice ...), ki se razvije nekaj tednov po okužbi črevesja, spolovil ali redkeje žrela[5]
- revmatoidni artritis –  kronična sistemska vnetna bolezen, ki prizadene predvsem sklepe, lahko pa prizadene skoraj vse organske sisteme[8]